# Король Русі
Коро́ль Русі́ або Коро́ль Ру́ський — титул деяких монархів Київської Русі та Королівства Руського.

## Князі та Королі Русі
| #                       | Ім'я                      |  | Роки життя                            | Титул | Коронація, або початок вживання титулу | Інші титули | Примітки |
| ----------------------- | ------------------------- |  | ------------------------------------- | --- | -------------------------------------- | --- | -------- |
| Рюриковичі              |                           |  |                                       | |                                        | |          |
| 1                       | Ізяслав-Дмитро            |  | 1024 — 3 жовтня 1078                  | Rex Ruscorum | 17 квітня 1075                         | Великий князь київський (1054—1068, 1069—1073, 1077—1078). Князь турівський (1042—1052) і новгородський (1052—1054) |          |
| 2                       | Ярополк Ізяславич         |  | бл.1043 — 22 листопада 1086           | | 17 квітня 1075                         | Князь полоцький (1071), вишгородський (1077—1078), турівський і волинський (1078—1086)                              |          |
| Рюриковичі (Романовичі) |                           |  |                                       | |                                        | |          |
| 3                       | Данило Романович          |  | 1201 — 1264                           | Regi Ruthenorum | 1253                                   | Король Київської Русі, Князь галицький (1205—1264, з перервами), волинський (1205—1208, 1215—1238).                 |          |
| 4                       | Лев I Данилович           |  | бл.1228 — 1301                        | | невідомо                               | Князь перемишльський (бл. 1240—1269), белзький (після 1245—1269) і галицький (1264 — бл. 1301)                      |          |
| 5                       | Юрій I Львович            |  | 24 квітня 1252 — 18 березня 1308/1315 | Regis Rusie, Princeps Ladimerie | 1301 (?)                               | Князь белзький (1264—1301), галицький і волинський (1301—1308/1315)                                                 |          |
| 6                       | Андрій Юрійович           |  | 1289 — 1323                           | Duces totius Terrae Russiae, Galiciae et Ladimiriae | невідомо                               | Князь галицько-волинський (1308/1315—1323)                                                                          |          |
| 6                       | Лев II Юрійович           |  | бл.1290 — 1323                        | Duces totius Terrae Russiae, Galiciae et Ladimiriae | невідомо                               | Князь галицько-волинський (1308/1315—1323)                                                                          |          |
| Мазовецькі П'ясти       |                           |  |                                       | |                                        | |          |
| 7                       | Юрій II Болеслав          |  | 1314 — 1340                           | Dux terrae Russiae, Galiciae et Ladomiriae | невідомо                               | Король Русі, Князь галицько-волинський (1323/1325—1340)                                                             |          |
| Гедиміновичі            |                           |  |                                       | |                                        | |          |
| 8                       | Любарт-Дмитро Гедимінович |  | 1312— 4 серпня 1383                   | | 1340                                   | Великий князь волинський (1340—1383) та галицький (1340—1349, 1353—1354, 1376—1377)                                 |          |
| П'ясти                  |                           |  |                                       | |                                        | |          |
| 9                       | Казимир III Великий       |  | 30 квітня 1310 — 5 листопада 1370     | Rex Polonie et Russie | 1356                                   | Король Польщі (1333—1370)                                                                                           |          |
| Анжу                    |                           |  |                                       | |                                        | |          |
| 10                      | Людовик Угорський         |  | 5 березня 1326 — 10 вересня 1382      | | невідомо                               | Король Угорщини та Хорватії (1342—1382), король Польщі (1370—1382)                                                  |          |
| 11                      | Марія Угорська            |  | 1371—1395                             | | невідомо                               | Королева Угорщини та Хорватії (1382—1385) (1386—1395)                                                               |          |
| 12                      | Ядвіга Анжуйська          |  | 1374 — 17 липня 1399                  | Dei gracia Regina Polonie nec non … Russieque domina et heres etc.                                                                                                 | 1387                                   | Король (королева) Польщі (1384—1399)                                                                                |          |
| Гедиміновичі            |                           |  |                                       | |                                        | |          |
| 13                      | Владислав II Ягайло       |  | 1362 — 1 червня 1434                  | Dei gracia Rex Polonie, nec non terrarum Cracovie, Sandomirie, Siradie, Lancicie, Cuyauie, Lituanie princeps supremus, Pomeranie, Russieque dominus et heres, etc. | 1387                                   | Великий князь литовський (1377—1381, 1382—1386) і польський король (1386—1434)                                      |          |